# Ђовани Батиста Тијеполо
Ђовани Батиста Тијеполо или Ђамбатиста Тијеполо (итал. Giovanni Battista Tiepolo, Giambattista Tiepolo; 1696 — 1770) био је најзначајнији венецијански сликар и графичар из епохе рококоа.